# Immersed
Immersed ist eine kanadische Technical-Death-Metal-Band aus Ottawa, die im Jahr 2008 gegründet wurde. Die Gruppe spielte unter anderem bereits zusammen mit Beneath the Massacre, The Black Dahlia Murder, Goatwhore und Quo Vadis.

## Geschichte
Die Band wurde im Sommer 2008 gegründet und bestand aus dem Gitarristen Mike Chambers, dem Schlagzeuger Stefan Kushneriuk, dem Gitarristen Stephan Meloche und dem Sänger Mark Phillips. Infolgedessen arbeitete die Gruppe an ihrem ersten, selbstbetitelten Demo, das im Jahr 2009 erschien. Im Jahr 2010 stieß der Bassist Gareth Allix zur Besetzung. Daraufhin wurde Unique Leader Records auf die Band aufmerksam, woraufhin die Gruppe im April 2011 einen Vertrag bei dem Label unterzeichnete. Im August des Jahres folgte hierüber das Debütalbum In the Ire of Creation. Das Album wurde unter der Leitung von Chris Bradley und Christian Donaldson in den Garage Studios aufgenommen. Im selben Jahr kamen zudem der Gitarrist Aaron Homma und der Bassist Matt Milford zur Besetzung.

## Stil
Laut Islander von nocleansinging.com spiele die Band auf In the Ire of Creation schnellen und aggressiven Technical Death Metal, vergleichbar mit der Musik von Fleshgod Apocalypse und Decapitated. Variationen im Tempo der Lieder seien kaum vorhanden. Das Spiel der E-Gitarren und des Schlagzeug sei in den Liedern besonders anspruchsvoll. Der Gesang reiche vom tiefen Growling bis hin zum hohen Black-Metal-Schrei. Thematisch seien die Texte stark durch die Werke von H. P. Lovecraft geprägt worden.

## Diskografie
- 2009: Immersed (Demo, Eigenveröffentlichung)
- 2011: In the Ire of Creation (Album, Unique Leader Records)